# Anostirus turcicus
Anostirus turcicus là một loài bọ cánh cứng trong họ Elateridae. Loài này được Platia & Mertlik miêu tả khoa học năm 1996.